# 38 Lyncis
38 Lyncis (38 Lyn / HD 80081 / HR 3690) es una estrella en la constelación del Lince de magnitud aparente +3,82. Es ocasionalmente conocida con la denominación latina de Maculosa o Maculata, «llena de manchas». Se encuentra a 122 años luz de distancia del sistema solar.
Ya en el siglo XVIII William Herschel observó que 38 Lyncis era una estrella binaria, estando ambas componentes separadas 2,6 segundos de arco. 38 Lyncis A, la componente principal, es una estrella blanca de la secuencia principal de tipo espectral A3V. Tiene una temperatura de 8400 K y brilla con una luminosidad 31 veces mayor que la luminosidad solar, lo que permite calcular su diámetro y su masa; es 2,4 veces más grande y 2,2 veces más masiva que el Sol. Con una edad de 900 millones de años, se encuentra en la mitad de su vida como estrella de la secuencia principal. Gira sobre sí misma a una velocidad de rotación de 190 km/s, implicando un corto período de rotación igual o inferior a 15 horas.
Las características de 38 Lyncis B no son bien conocidas. Aunque clasificada de tipo A4 - A6, su magnitud aparente +6,09 concuerda mejor con una estrella de tipo F4. La discrepancia pudiera deberse a algún tipo de peculiaridad química (véase estrella químicamente peculiar). Su temperatura puede ser de 6800 K y su luminosidad unas 4 veces mayor que la del Sol, lo que permite estimar su masa en 1,4 masas solares.
Estudios de interferometría muestran que 38 Lyncis B es, a su vez, una estrella binaria cercana cuyas componentes se hallan separadas 0,23 segundos de arco, que corresponde a una separación real de 7,5 UA. Igualmente, 38 Lyncis A puede ser también una estrella binaria cuyas componentes están más próximas aún. Por tanto, 38 Lyncis puede ser en realidad un sistema estelar cuádruple.